# 3149 Okudzsava
A 3149 Okudzhava (ideiglenes jelöléssel 1981 SH) a Naprendszer kisbolygóövében található aszteroida. Zdenka Vávrová fedezte fel 1981. szeptember 22-én.